# Sphinx vashti
Sphinx vashti ist ein Schmetterling (Nachtfalter) aus der Familie der Schwärmer (Sphingidae). Auf Grund der Variabilität der Art wurde sie mehrmals unter verschiedenen Namen erstbeschrieben, weswegen viele Synonyme existieren.

## Merkmale
Die Falter haben eine Vorderflügellänge von 30 bis 41 Millimetern. Die Flügel haben eine blass graue bis nahezu schwarze Grundfarbe. Auf der Vorderflügeloberseite verläuft eine schmale, schwarze Subterminallinie, die außen von einer weißen „V“-förmigen Linie begrenzt ist. Eine schwarze Linie verläuft von der Flügelspitze nach innen. Entlang der Flügeladern verlaufen mehrere schwarze Linien und mittig am Flügel befinden sich zwei schwarze Striche. Der Weißanteil am basaleren Teil des Costalrandes und außen an der schwarzen Subterminallinie auf dem Vorderflügel ist ziemlich variabel. Die Färbung des Thorax reicht von schwarzen Außenrändern bis nahezu komplett schwarz. Der Hinterleib ist blass grau bis schwarz gefärbt und hat fünf helle, dorsoventrale Binden. Die Art kann mit Sphinx perelegans verwechselt werden. Sphinx vashti ist jedoch meist etwas kleiner. Außerdem ist bei dieser Art die Subterminallinie gut sichtbar und verläuft gerade. Bei der ähnlichen Art ist sie undeutlich und wellig. Beide Arten besitzen einen weiß befransten Hinterflügelaußenrand, bei der ähnlichen Art ist er jedoch gescheckt. Der Marginalbereich der Hinterflügel ist bei Sphinx vashti mit einer grau-weißen, ineinander fließenden Binde versehen, die bei der ähnlichen Art nahezu komplett schwarz ist.
Die Raupen sind matt weißlich-grün gefärbt und haben sieben Paare feiner, schräger, weißer Seitenstreifen, die zum Rücken hin sehr fein schwarz gerandet sind. Das Analhorn ist in der Regel gleich gefärbt wie der Körper, hat aber eine dunklere Spitze. Die Stigmen variieren von orange bis hellbraun. Zwischen den Thoraxsegmenten und dem Thorax und Hinterleib besitzen die Tiere leicht erhabene, gekörnte gelbe Linien. Die Raupen sind anhand dieser beschriebenen Merkmale gut von den übrigen Arten der Gattung zu unterscheiden.
Die Puppe ist mahagonibraun. Sie hat eine frei liegende, kurze Rüsselscheide, die leicht gekrümmt ist. Sie sieht der von Sphinx asellus ähnlich. Der ziemlich kurze Kremaster ist basal breit und endet in einer Doppelspitze.

## Vorkommen
Die Art kommt in weiten Teilen der westlichen Vereinigten Staaten vor. Sie tritt manchmal nur lokal mit isolierten Populationen auf, anderenorts kann Sphinx vashti wiederum sehr häufig sein. Die südliche Verbreitung erstreckt sich vom Süden Kaliforniens östlich bis in den Süden Missouris. Ein Nachweis der Art in Texas ist vermutlich eine Fehlmeldung. Im Norden reicht die Verbreitung im Osten bis in den Süden von British Columbia, über den Süden der Prairie-Staaten über weite Teile von Minnesota in den äußersten Südosten Wisconsins.
Sphinx vashti ist weit verbreitet, weswegen eine Zuordnung zu bestimmten Lebensräumen schwierig ist. Die Art besiedelt Habitate von montanen Gebieten über trockene Hänge bis hin zu Feuchtgebieten im Flachland.

## Lebensweise
Die Falter fliegen nachts häufig Lichtquellen an. Es gibt wenige Nachweise der Art an Nektarblüten, sie ist jedoch an Heckenkirschen (Lonicera) und Akeleien (Aquilegia) dokumentiert.

### Flug- und Raupenzeiten
Die Falter fliegen in einer Generation von Ende Mai bis Anfang Juli, mit dem Maximum im Juni und Juli. Im südlichen Teil des Verbreitungsgebietes, z. B. in Oklahoma, fliegt die Art von Mitte April bis Anfang Mai.

### Nahrung der Raupen
Die Raupen ernähren sich von Gewöhnlicher Schneebeere (Symphoricarpos albus) und Symphoricarpos orbiculatus.

## Entwicklung
Die Eiablage ist nur von gefangenen Tieren dokumentiert, die die Eier einzeln ablegen. Die jungen Raupen ruhen auf der Blattunterseite an der Mittelrippe. Ältere Raupen sind tagaktiv und fressen offen nahe am Ende eines Astes, ziehen sich in Ruhepausen aber nicht selten ins Innere der Pflanzen zurück. Die Verpuppung erfolgt in einer Kammer im Erdboden.

## Belege